# Прокшино (Тульская область)
Прокшино — деревня в Заокском районе Тульской области России.
В рамках административно-территориального устройства входит в Романовский сельский округ Заокского района, в рамках организации местного самоуправления включается в Малаховское сельское поселение.

## География
Расположена на северо-западе Тульской области, в северной части Заокского района, недалеко от границы с Московской областью. Ближайший крупный город — Серпухов на северном берегу Оки (в 8-9 км по прямой к северо-востоку). Расстояние до центра района пгт Заокский — 13,5 км по шоссе, около 8 км по прямой на юго-восток.
Менее чем в километре севернее деревни расположена железнодорожная платформа Приокская Курского направления Московской железной дороги. Железная дорога, соединяющая Москву с Тулой, огибает деревню Прокшино с запада. Автодорога связывает Прокшино с проходящей в 4 км восточнее трассой 70К-024 (старое Симферопольское шоссе, ныне дублирующее трассу М2 «Крым»).
Значительную часть населения данной местности составляют дачники. Этот факт отражён в названиях улиц и микрорайонов самой деревни, кроме того, в состав Прокшино входит садовое товарищество «Строитель» (см. далее), располагающееся к югу от основной территории деревни, вдоль железной дороги. На западе, за железной дорогой — лесной массив Заокского лесничества, где произрастают берёза и осина. Вблизи от железной дороги, на окраине лесного массива, находится несколько дачных посёлков — «Лесные Дали» и «Берёзка» западнее Прокшино, «Дружба» севернее. Юго-западнее, уже на южной опушке леса — деревня Тетерево и садоводческое товарищество «Поленовское».
Южнее СНТ «Строитель» — дачное товарищество «Сплав», восточнее и юго-восточнее — коттеджные поселки «Романовские Дачи», «Романовские Дворики», «Солнечные Дали». Дачные участки и коттеджные посёлки полосой тянутся на юг вдоль железной дороги до платформы Романовские дачи и далее. На восток от Прокшино — деревни Карпищево и Паршино. На прилегающих к ним с запада территориях, ближе к Прокшино, также предполагается дачное строительство.
На северной окраине деревни, ближе к станции — ещё несколько участков будущих дач. Северо-восточнее, у самой платформы Приокская, стоит деревня Свинская. С другой стороны от железной дороги, к северу от платформы — посёлок Приокский. За деревней Свинская, в северо-восточном направлении — садоводческий посёлок «Приокское».
Через Прокшино протекает река Сосна, берущая начало на юге, за платформой Романовские дачи. В деревне Свинская она принимает левый приток — речку Казановку. Впоследствии, за деревней Паршино, Сосна впадает в Скнигу. В пределах Прокшино также имеется пруд, который, по отдельным сведениям, именуется Баландинским.

## История

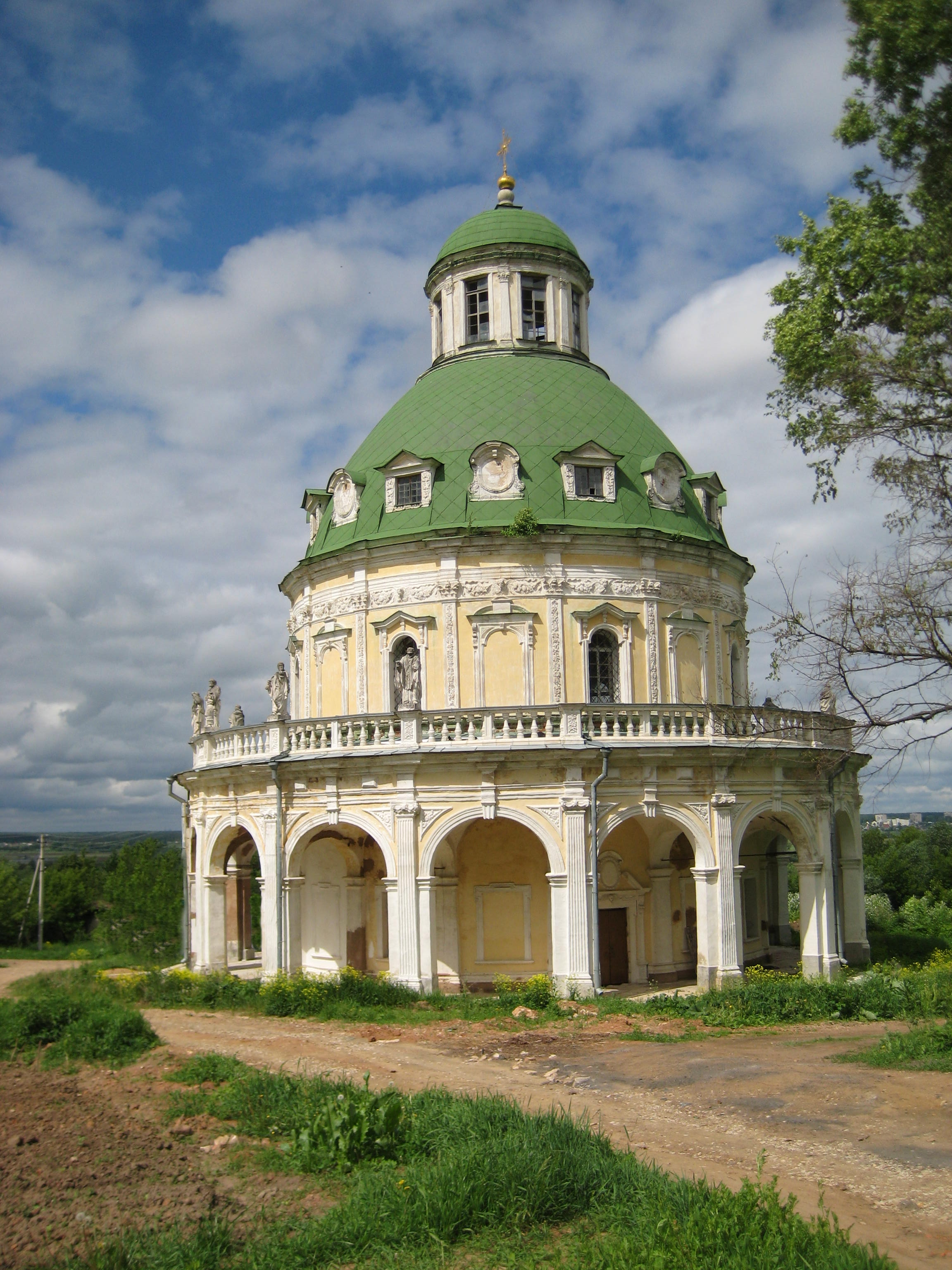
Церковь Рождества Богородицы в Подмоклово в стиле голицынского барокко

Село с названием Прошкино, в Каширском уезде, уже присутствует на карте Московской провинции 1774 года. Согласно Планам Генерального межевания Тульской губернии 1790 года, село Прокшино Алексинского уезда располагалось в овражистой местности на реке Сосне, восточнее находился разветвлённый овраг Сасинский, юго-западнее — овраги Дубровский, Савенский, Подосиновский, севернее — овраг Верх Тешкина.
По сведениям Специальной карты Европейской России И. А. Стрельбицкого, составленной в 1865—1871 годах (лист 58, издание 1871 года), Прошкина — населённый пункт размером от 20 до 30 дворов, рядом с линией Московско-Курской железной дороги. Аналогичные данные даёт трёхвёрстная Военно-Топографическая карта Российской империи Ф. Ф. Шуберта и П. А. Тучкова (поселение так же называется «Прошкина» и по размеру оно больше 20 дворов).
Согласно переизданной карте И. А. Стрельбицкого от 1918 года, Прошкина — по-прежнему селение размером до 30 дворов, однако данные клировых ведомостей за 1915—1916 годы несколько выше. По всей видимости, Прокшино было поделено между двумя приходами. К приходу церкви Рождества Богородицы 1754 года (год освящения, основное строительство завершено раньше) в селе Подмоклово (Подмоклое; сейчас — деревня) относилось «сельцо» Прокшино в 7 верстах от церкви — 11 дворов, 39 мужчин, 48 женщин. К приходу церкви Рождества Богородицы 1769 года постройки в селе Скнига (ныне не существует, располагалось в 1 км к югу от деревни Волково) относилась «деревня» Прокшино в 3 верстах от церкви — 25 дворов, 103 мужчины, 87 женщин.
К началу 1940-х годов в Прокшино было 45 дворов. По состоянию на 1982 год население деревни достигало 180 человек. По данным на 1989 год население деревни составляло около 130 человек.

## Население
| 2002 | 2010 |
| ---- | ---- |
| 64   | ↗106 |

По данным переписи 2010 года, в деревне проживало 40 % мужчин и 60 % женщин, не менее 90 % населения составляли русские, также жили белорусы и украинцы. По данным переписи 2002 года, в деревне проживало 64 человека (15 мужчин и 49 женщин), 97 % населения составляли русские.

## Внутреннее деление
| Микрорайоны - Дачный - Дачный-1 - Лесной | Садовые товарищества - Строитель | Улицы - Гагарина | Проезды - Дачный |